# Вільний сецесіон
Вільний сецесіон (нім. Freie Secession) — група художників у кількості 50 осіб під керівництвом Макса Лібермана, що виділилася в 1914 з Берлінського сецесіону та проіснувала до 1924.
До складу входили Ернст Барлах, Макс Бекман, Тео фон Брокгузен, Шарль Кродель, Георг Кольбе, Кете Кольвіц, Вільгельм Лембрук, Отто Мюллер, Ганс Пурман, Вальдемар Реслер, Ріхард Шайбі, Карл Шмідт-Ротлуфа, Макс Слефогт, Вільгельм Трюбнер, Анрі ван де Вельде, Генріх Цилле та Август Краус.
Перша виставка відбулася в 1914, остання пройшла в 1923 році в берлінській галереї Луца.